# 贝森巴赫
贝森巴赫是德国巴伐利亚州的一个市镇。总面积29.98平方公里，总人口5800人，其中男性2900人，女性2900人（2011年12月31日），人口密度193人/平方公里。